# Coche

Mapa vial de la Isla de Coche.

Coche és una illa del Carib al sud de l'Illa Margarita. Les dues illes, conjuntament amb la de Cubagua, conformen l'Estat de Nueva Esparta a Veneçuela.
Té una superfície de 55 quilòmetres quadrats i un clima càlid, amb una temperatura mitjana de 28 °C. Fora de les zones urbanes, el relleu de l'illa és desèrtic i argilós.
La seva població era de 8200 habitants (any 1999) distribuïda principalment entre els pobles de: 
- San Pedro de Coche - la capital -
- El Bichar,
- Güinima,
- Empara i
- El Guamache

Les comunitats que hi viuen es dediquen principalment a la pesca artesanal, i té un ric folklore, que es manifesta durant les celebracions tradicionals en honor dels seus sants patrons.

## Història
L'illa va ser descoberta el 1498 per Cristòfor Colom, poblada pels indígenes Waika Rio.
A principis del segle XVI va estar habitada per colonitzadors que explotaven les perles de les salines, descoberts en 1574, que s'exploten des de Pampatar. Cotxe va patir el mateix Tsunami de 1541 que va destruir a Cubagua, però no va quedar tan severament danyat.
El 25 d'abril de 1815, el navili San Pedro de Alcántara, comandat pel Mariscal de camp espanyol Pablo Morillo intentant aplacar la insurrecció a Veneçuela, es va enfonsar sobtadament en aquestes aigües, i encara està al fons del mar. L'any 1907 l'illa va ser separada de l'estat de Nueva Esparta per incloure-la dins del Territori federal Colón, fins a 1909. En 1914 torna a separar-se de l'estat fins a 1928. Va ser declarada districte municipal en 1974, fins a la desaparició d'aquesta categoria administrativa en 1985, convertint-se després en el municipi Villalba.